# Adam Jan Kazimierz Krzczonowicz
Adam Jan Kazimierz Krzczonowicz herbu Szeliga odmienna – cześnik trocki w latach 1635-1648.
Podpisał elekcję i pacta conventa Jana II Kazimierza Wazy w 1648 roku.